# Christmas (猿岩石の曲)
『Christmas』（クリスマス）は、日本のお笑いコンビ、猿岩石の6枚目のシングル。1997年11月5日に日本コロムビアから発売。

## 解説
表題曲「Christmas」は河村隆一プロデュース。河村も『Love』でセルフカバーしている。
カップリングの「少年の羽根」はアルバム『まぐれ』からのシングルカット曲で、当時TBS系列で放送されていたTVアニメ『アニメがんばれゴエモン』の前期オープニングテーマに使用。

## 収録曲
1. Christmas　[4:29]
作詞・作曲：河村隆一　編曲：CHOKKAKU
2. 少年の羽根　[4:56]
作詞：高井良斉（秋元康）　作曲：高橋研　編曲：亀田誠治
3. Christmas（オリジナル・カラオケ） [4:28]
4. 少年の羽根（オリジナル・カラオケ） [4:53]

## 楽曲の収録作品
- まぐれ（#2）
- 通信簿〜SARUGANSEKI SINGLES〜 （#1,2）
- GOLDEN☆BEST 白い雲のように 猿岩石 （#1）